# Manzanas del cuidado
 (février 2025).
Manzanas del Cuidado, qui peut se traduire par « Les Pommes du soin », sont des lieux créés à Bogota, la capitale de la Colombie. Ces endroits viennent en soutien aux femmes qui s'occupent la plupart du temps d'autres personnes sans recevoir aucune rémunération économique.
Souvent avec des conditions socio-économiques difficiles et précaires les femmes en Colombie, tout comme dans l'Amérique latine en général, s'occupent de leurs familles : parents, frères et/ou sœurs. Comme pour la plupart, ce sont des mères célibataires, s'ajoute la charge en plus de leurs propres enfants. Des véritables chefs de famille, elles n'ont pas de temps pour s'occuper d'elles-mêmes. D’où le besoin de créer ces endroits pour prendre soin de ces femmes.

## Contexte.
Pendant de nombreuses années, elles ont été ignorées des services de l'État, qui n'offre pas d'aides ponctuelles. Elles font avec détermination du travail informel, sans contrat ni salaire fixe, dans les meilleurs des cas. Le travail informel en Colombie se centre sur la vente dans la rue d'aliments, de cigarettes, etc.
Dans le pire des cas elle n'ont recours qu'à des solutions comme la prostitution, le trafic de drogue en tant que passeuses ou mules, ou dans la culture de plantations illicites : coca, cannabis, pavot, etc.
Selon le DANE : Département administratif national de statistiques , institution responsable des statistiques officielles , il y a 1.2 million des femmes qui dédient leurs journées à prendre soin des autres sans aucune rémunération. 90% d'entre elles vivent dans la précarité sans un salaire fixe. 2 sur 10 d'entre elles souffrent d'une maladie physique ou mentale. Un 33% déclare "ne jamais avoir du temps libre pour elles". Elles n'ont pas accès au médecin généraliste ni font du sport n'ont pas -en général- des amis, et toujours selon les statistiques officielles du DANE, aucune n'a pas pu obtenir le bac.
Cette précarité les isole et souvent elles sont l'objet de maltraitance, de harcèlement moral ou sexuel ou violence.

## Lieux pour prendre soin d'elles.
Les Manzanas fournissent un accès gratuit à des services divers : soutien moral, psychologique, juridique et un accompagnement dans les démarches du quotidien,,,. L'un des objectifs des Manzanas est de permettre à ces femmes, appelées les Cuidadoras qui peut se traduire les soignantes, de pouvoir améliorer leur niveau de vie, se redécouvrir soi-même et pouvoir progressivement sortir d'un difficile cercle vicieux dans lequel elles se trouvent en raison de l’énorme charge de travail, des difficultés économiques, sociales, etc.
Les Manzanas ont eu un grand succès dans le pays et commencent à s'exporter. Plusieurs villes en Amérique latine ont manifesté leur souhait de implémenter ce modèle.